# Памятники Льву Яшину (Москва)
Памятник Льву Я́шину — памятник прославленному футболисту-вратарю Льву Ивановичу Яшину.
В настоящее время в Москве установлены три памятника Льву Яшину: у стадиона «Динамо», в Лужниках и на Ваганьковском кладбище.

## Памятник устадиона «Динамо»
Установлен в 1999 году рядом с северной трибуной, материал — бронза. Скульптор Александр Рукавишников.
Торжественная церемония открытия памятника, в которой приняли участие мэр Москвы Юрий Лужков, экс-премьер РФ Сергей Степашин, выдающиеся российские спортсмены, состоялась в субботу 23 октября 1999 года и была приурочена к 70-летию легендарного вратаря.
«Каменной стрелой летит в небо-вечность вратарь. Кончиками пальцев достаёт мяч, с которого дождь падает в траву, где мёрзнут, дрожа, гвоздики. Красные, белые, розовые».
Лев Яшин изображён в прыжке, отбивающим мяч, летящий в «девятку».
Существует, однако, мнение, что скульптура вызывает неоднозначную реакцию: «Непонятно, почему металлический Яшин в Петровском парке пытается отбить мяч, который вообще не попадает в ворота. Да и ворота тоже какие-то странные».
В 2010 году в связи с реконструкцией стадиона «Динамо» памятник был перенесён к центральной аллее, ведущей к южным трибунам от входа станции метро «Динамо».

## Памятник вЛужниках
Установлен в 1997 году на Аллее Славы. Скульптор Александр Рукавишников.

## Памятник наВаганьковском кладбище
Скульптор Вячеслав Клыков.